# Veilchenscheitelamazilie
Die Veilchenscheitelamazilie (Ramosomyia violiceps, Synonym: Amazilia violiceps, Leucolia violiceps) ist eine Vogelart aus der Familie der Kolibris (Trochilidae). Ihr Verbreitungsgebiet umfasst Teile der Länder Mexiko und der Vereinigten Staaten. Der Bestand wird von der IUCN als nicht gefährdet (Least Concern) eingeschätzt.

## Merkmale
Die Veilchenscheitelamazilie erreicht eine Körperlänge von etwa 10 cm, bei einem Gewicht von ca. 5 g. Der gerade, mittelgroße Schnabel des Männchens ist fleischrot und hat eine schwarze Spitze. Der Oberkopf ist violettblau. Die Oberseite und die Flanken sind oliv- bis bronzegrün. Die Oberschwanzdecken sind bronze- bis kupferfarben, gelegentlich mit einem violetten Schimmer. Die Unterseite ist weiß. Die inneren Steuerfedern sind bronzefarben bis violett. Bei den Weibchen ist der Oberkopf und Nacken eher türkisfarben. Jungvögel ähneln den Weibchen, doch sind ihre Federn rötlich braun gesäumt. Der Oberschnabel hat etwas mehr Schwarz. Gräuliche Säume ziehen sich bis zum Bürzel und den Unterschwanzdecken.

## Verhalten und Ernährung
Ihren Nektar beziehen die Vögel meist aus den mittleren bis oberen Straten. So fliegen sie u. a. Agaven an. Insekten jagen sie im Flug.

## Lautäußerungen
Der Gesang besteht aus einer Serie wiederholter, einzelner, piepsiger und klagender skii-Laute. Außerdem beinhaltet der Ruf scharfe, harte tschuk-Töne, die gelegentlich in einer sprudelnden Serie und lebhaftem Getriller enden.

## Verbreitung und Lebensraum

Verbreitungsgebiet der Veilchenscheitelamazilie

Die Veilchenscheitelamazilie lebt in halboffenem bis offenem Buschland, in Dornenwäldern, offenen Kiefern- und Eichenwäldern, an Waldrändern, im Ufergehölz, auf Plantagen, in Parks und Gärten. Man sieht sie in Höhenlagen nahe Meeresspiegel bis 2250 Meter. Meist ist sie aber in Höhenlagen zwischen 1000 und 1500 Meter präsent.

## Fortpflanzung
Die Brutsaison ist hauptsächlich von April bis August, doch wurden Nester und Vögel in Brutstimmung bis in den Januar beobachtet. Das kelchartige Nest besteht aus Pflanzenmaterial, wie Baumwollfasern und grüne Flechten, die mit Spinnweben verbunden werden. Das Nest wird normalerweise in abgestorbenen Zweigen, horizontalen Ästen oder an der Spitze von überhängenden Zweigen angelegt. im Guadalupe-Mountains-Nationalpark wurde ein Nest 7 bis 12 Meter über dem Boden in einer Arizona-Platane (Platanus wrightii) entdeckt. Die beobachteten Nester in Mexiko sind meist in ein bis zwei Meter Höhe auf kleinen Eichen oder im Gestrüpp gefunden worden. Das Gelege besteht aus zwei Eiern und wird vom Weibchen ausgebrütet. Über die Brutzeit und wann die Nestlinge flügge werden, ist bisher nichts bekannt.

## Migration
Die Veilchenscheitelamazilie zeigt teilweise Wanderbewegungen. Die nördlichsten Population überwintern entlang der Nordpazifikküste vom Südosten Sonoras südlich und an der Berghängen zum Atlantik von Guanajuato bis Hidalgo. Die ersten Rückkehrer im Sommer in Sonora können im März beobachtet werden, auch wenn es nicht ganz auszuschließen ist, dass es sich hierbei über Wintergäste handelt. Die meisten Vertreter der Unterart R. v. violiceps findet man im Winter an den südlichen Gebirgshängen zum Pazifik von Guerrero bis Oaxaca. Neuere Brutberichte weisen darauf hin, dass sich über den Sommer Exemplare und neue Brutpopulationen in Kalifornien einfinden.

## Unterarten
Es sind zwei Unterarten bekannt:

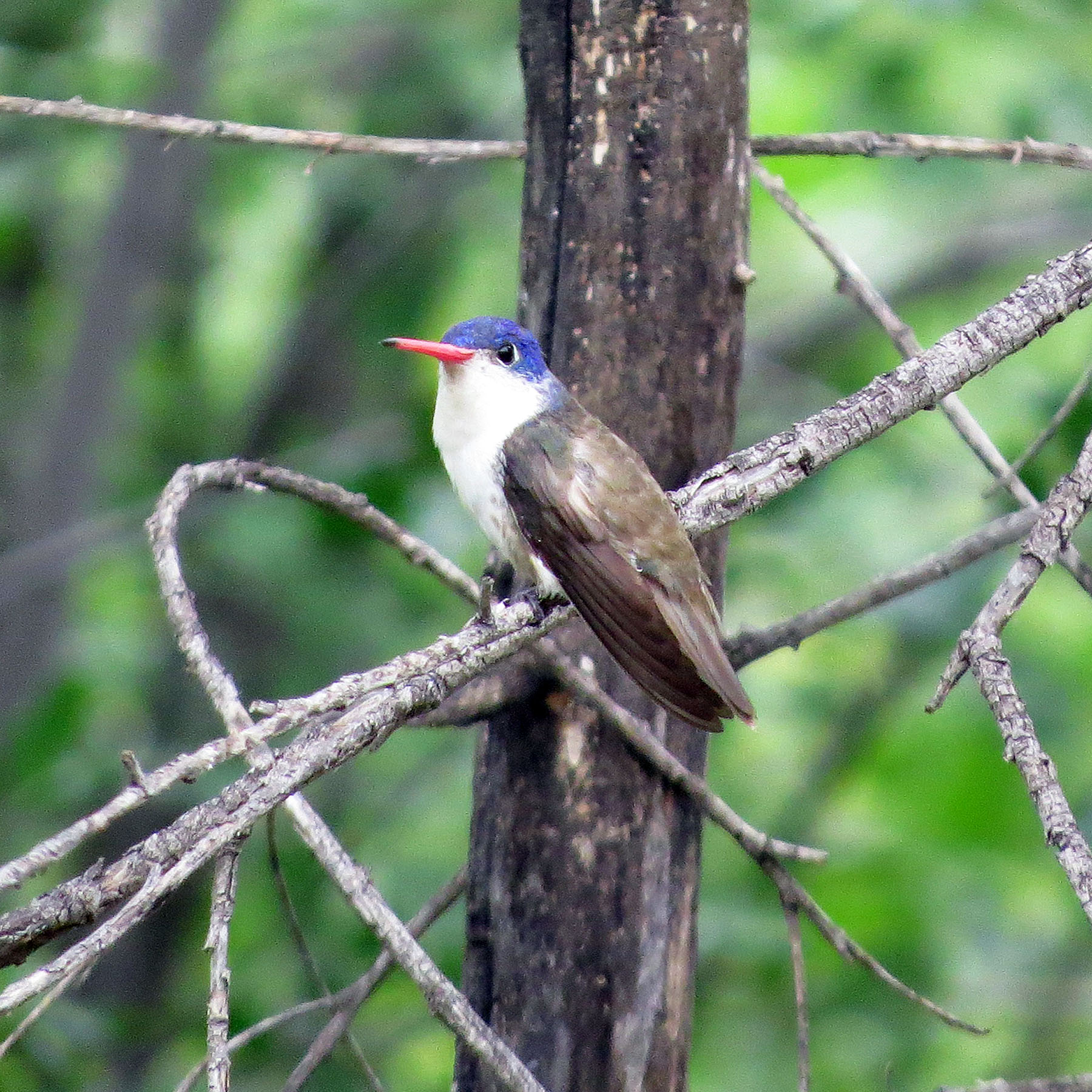
Ramosomyia violiceps ellioti

- Ramosomyia violiceps ellioti (von Berlepsch, 1889)[3] kommt im Südwesten der USA, im Südwesten der Bundesstaaten Arizona und New Mexicos bis in das nordwestliche und das zentrale Mexiko im Zentrum der Bundesstaaten Michoacán und Hidalgo vor. Die türkisbläuliche Färbung des Oberkopfs zieht sich bis zu den Wangen. Außerdem sind die Oberschwanzdecken und der Schwanz im Vergleich zur Nominatform gräulich grün bis grünlich braun.[1]
- Ramosomyia violiceps violiceps (Gould, 1859)[4] ist im Südwesten Mexikos verbreitet. Hier ist sie im östlichen Michoacán bis nach Puebla und dem Nordwesten Oaxacas präsent.

Ramosomyia violiceps conjuncta Griscom, 1934 wird heute als Synonym für A. v. ellioti betrachtet.
Neueste genetische Untersuchungen zwischen Grünscheitelamazilie und Veilchenscheitelamazilie weisen darauf hin, dass Amazilia villadai entweder als eigene Art betrachtet werden muss oder die Grünscheitelamazilie aufgrund von Genfluss als Unterart der Veilchenscheitelamazilie zu betrachten ist.

## Etymologie und Forschungsgeschichte
John Gould beschrieb die Veilchenscheitelamazilie unter dem Namen Cyanomyia violiceps. Als Sammelort gab er Oaxaca an. Im Jahr 1843 führte Lesson den Gattungsnamen Amazilia für den Goldmaskenkolibri, den Streifenschwanzkolibri, die Zimtbauchamazilie, den Blaukehl-Sternkolibri und die Longuemare-Sonnennymphe ein. Die Rostbauchamazilie (Amazilia amazilia) erwähnte er nicht. Dieser Name stammt aus einem Roman von Jean-François Marmontel, der in Les Incas, ou la Destruction de l’Empire du Pérou von einer Inkaheldin namens Amazili berichtete. Der Artname ist ein Wortgebilde aus dem lateinischen »viola« für »violett« und »-ceps, caput, capitis« für »-gekrönt, Kopf«. Ellioti wurde zu Ehren von Daniel Giraud Elliot vergeben. Dieser hatte 1878 für diese Unterart Uranomitra quadricolor als Name verwendet, ein Name, der bereits durch Trochilus quadricolor Vieillot, 1823 belegt war und heute ein Synonym für die Blaukopfamazilie (Amazilia cyanocephala (Lesson, 1830)) ist. Conjuncta leitet sich vom lateinischen »coniunctus, coniungere« für »verbunden, vereinigen« zusammen. Im März 2021 wurde die Grünscheitelamazilie der neu eingeführten Gattung Ramosomyia zugeordnet. Der Name ist dem mexikanischen Ornithologen und Umweltschützer Mario Alberto Ramos Olmos (1949–2006) gewidmet und um das griechische Wort »myia, myias μυια, μυιας« für »fliegen« erweitert.